# Ория (Апулия)
Ория (итал. Oria) — коммуна в Италии, располагается в регионе Апулия, в провинции Бриндизи.
Население составляет 15 365 человек (2008 г.), плотность населения составляет 185 чел./км². Занимает площадь 83 км². Почтовый индекс — 72024. Телефонный код — 0831.
Покровителями коммуны почитается святой святой Варсонофий, празднование 30 августа, а также святые Косма и Дамиан.

## Демография
Динамика населения:

## Администрация коммуны
- Официальный сайт: http://www.comune.oria.br.it/